# مقيف صلب
مقيف صلب (الاسم العلمي:Ehretia rigida) هو نوع من النباتات يتبع جنس المقيف من الفصيلة الحمحمية.

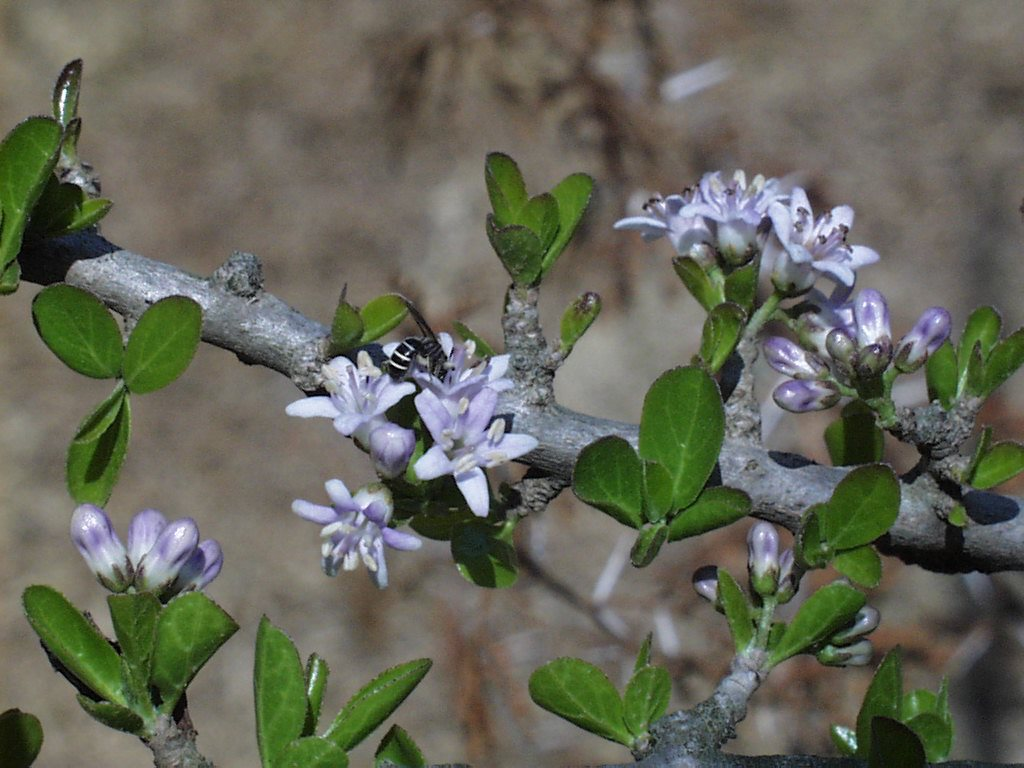
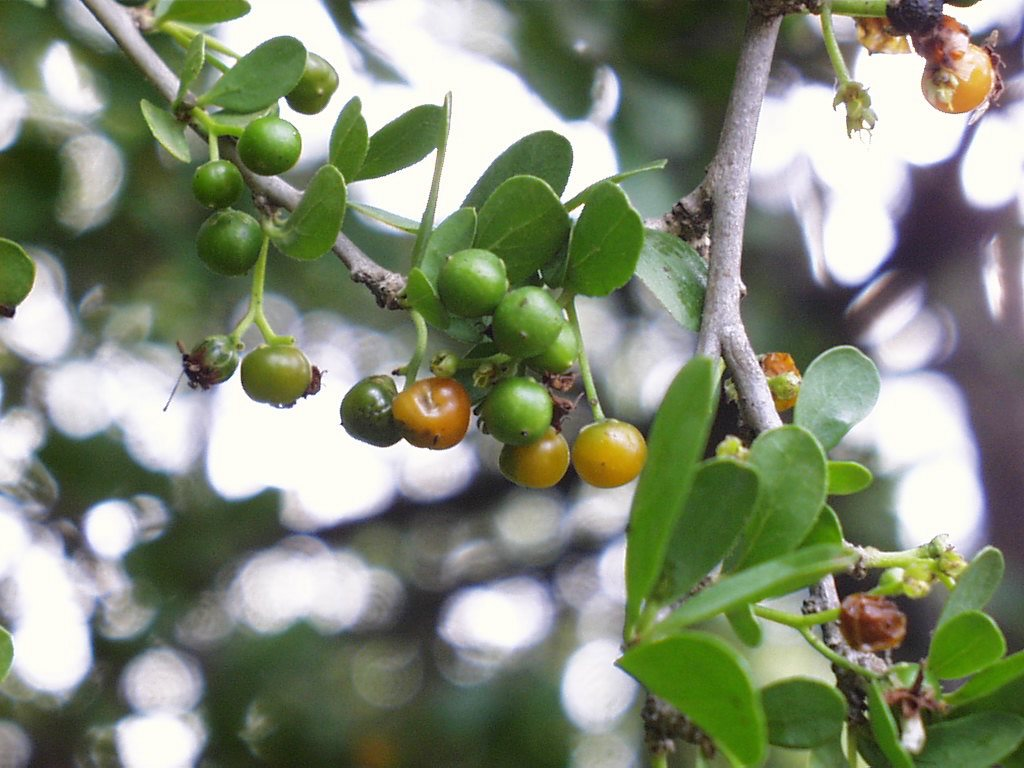